# Priobje
Priobje (wymowa: Pri-obje; ros. Приобье) – osiedle typu miejskiego w azjatyckiej części Rosji, we wchodzącym w skład tego państwa Chanty-Mansyjskim Okręgu Autonomicznym – Jugrze, położonym na zachodniej Syberii.
Osada liczy 7.333 mieszkańców (1 stycznia 2005 r.), głównie Rosjan i innych europejskich osadników. Niewielki udział w populacji miasta mają też rdzenni mieszkańcy okręgu – Chantowie i Mansowie.